# Szlak ginących zawodów
Szlak ginących zawodów - Atrakcja turystyczna, gospodarstwo składające się z kilku drewnianych chat oraz przeniesionego w 2001 z miejscowości Potok wiatraka-koźlaka z 1886 znajdujących się w miejscowości Kudowa-Zdrój. Jest to szlak, na którym można zapoznać się z ginącymi zawodami, takimi jak: garncarstwo, tkactwo, kowalstwo oraz piekarstwo tradycyjne (wypiek chleba), a także ekspozycją strojów ludowych. Znajduje się w odległości 200 metrów od Kaplicy Czaszek w Czermnej.

## Literatura
Katalog tradycyjnych zawodów i umiejętności związanych z obróbką drewna. Mazowsze i Polska wschodnia. (Nie)ginące zawody, Wydawnictwo SGGW, Warszawa 2023, s. 120 ISBN 978-83-8237-168-0 (wersja papierowa), ISBN 978-83-8237-169-7 (wersja elektroniczna)